# لودفيغ أوسكار
لودفيغ أوسكار (بالإستونية: Ludvig Oskar)‏ هو رسام إستوني، ولد في 5 يناير 1874 في Kuusalu Parish ‏ في إستونيا، وتوفي في 1 يونيو 1951 في أولدنبورغ في ألمانيا.